# Wolfgang Langer (Theologe)
Wolfgang Langer (* 17. Juni 1934 in Breslau; † 29. Mai 2020 in Laxenburg) war ein deutscher katholischer Theologe.

## Werdegang
Langer studierte katholische Theologie in St. Georgen und wurde 1960 zum Priester geweiht. Mit einer Untersuchung über Die ethische Aktualisierung biblischer Texte im deutschsprachigen katholischen Bibelunterricht seit dem Ende des 18. Jahrhunderts promovierte er 1977 an der Universität Münster zum Dr. theol. Im selben Jahr wurde er ordentlicher Professor an der Pädagogischen Hochschule Hildesheim. Er blieb auch während seiner späteren Tätigkeit in Österreich Priester des Bistums Hildesheim, was ihm im Vergleich zu Priestern österreichischer Diözesen größeren Meinungsspielraum gab.
Von 1979 bis zu seiner Emeritierung im Jahre 2000 war er als ordentlicher Universitätsprofessor für Religionspädagogik an der Katholisch-Theologischen Fakultät der Universität Wien tätig. Er gründete das ökumenisch ausgerichtete Österreichische Religionspädagogische Forum (ÖRF). In den Studienjahren 1985/86–1986/87 war er Dekan der Fakultät. 2011 unterzeichnete Langer das Memorandum Kirche 2011: Ein notwendiger Aufbruch.
Wolfgang Langer war über 40 Jahre in der Pfarre Perchtoldsdorf als Priester tätig und lebte ab 2019 bis zu seinem Tod im Altenheim der Kreuzschwestern in Laxenburg.

Partezettel der Pfarre Perchtoldsdorf

In einem Nachruf wird er als „religionspädagogischer Vordenker“ und „Pionier der Bibelarbeit in Schule und Erwachsenenbildung“ bezeichnet. Ein weiterer Nachruf geht auf seine ökumenische Orientierung ein und nennt ihn als zentralen Impulsgeber der Erstellung der österreichischen Lehrpläne der Jahre 1980 bis 1990.
Die Beisetzung der Urne erfolgte am 18. Juni 2020 im Priestergrab am Perchtoldsdorfer Friedhof.

## Schriften (Auswahl)
- Lavorare con la Bibbia,  Ed. Elle di Ci, Leumann (Torino) 1994
- Handbuch der Bibelarbeit, Kösel, München 1987
- Religionsunterricht in einer "nachchristlichen" Gesellschaft,  Olms, Hildesheim 1985
- Katechismus – ja? Nein? Wie?, Benziger, Zürich 1982
- Ein Reis wird hervorgehen, Bernward, Hildesheim 1980